# Јасна Миленковић Јами
Јасна Миленковић Јами (Београд, 7. јул 1966) је српска поп-фолк певачица.

## Биографија
Јасна Миленковић Јами је рођена у Београду, одрасла у центру града, на Дорћолу. Пре него што је професионално почела да се бави музиком, активно се бавила гимнастиком и скоковима у воду. Као гимнастичарка је била изузетно успешна и четворострука првакиња Србије. Била је у првој постави популарне представе Кабаре глумца Ланета Гутовића у Југословенском драмском позоришту, где и добија надимак Јами од стране глумца Жарка Лаушевића.

## Каријера
Музичку каријеру је почела 1991. године албумом Пут бола путујем. Године 1993. снимила је албум Чоколада који јој је донео титулу певачице године, а на албуму је као композиторе и аранжере окупила Марину Туцаковић, Александра Радуловића Футу, Драгана Брајовића Брају, Бекија Бекића, Рођу Раичевића и Слобу Марковића. Са албумом Чоколада освојила је чак 12 награда.
Године 1994. учествовала је на првом фестивалу Сунчане скале са песмом Дођи да ослабимо заједно. Године 1995. снимила је албум Шибица, на коме су учествовали Перица Здравковић и Александар Милић. Године 1997. снима албум Вирус преваре за ЗаМ и овог пута са новим тимом сарадника на челу са Срки Бојем, Пером Стокановићем и Гораном Ратковићем Ралетом. Следеће 1998. снима нови албум Зажмури, такође за ЗаМ, на челу са Гораном Ратковићем Ралетом. Године 2000. снима албум Проклето мушко. Издвајају се песме Проклето мушко, Црни дијаманти и Тако, тако. 2001. године рађа ћерку Леу. Након трогодишње паузе, 2003. године снима албум Дивља мачка за Голд мјузик са Дејаном Абадићем.
Следеће 2004. излази компилација највећих хитова са три нове песме под називом Оне ствари у ВИП продукцији у сарадњи са ПГП-РТС-ом. А онда 2006. ради на албуму Свеједно у сарадњи са Срки Бојем, који је издат за Сити Рекордс. Пратили су га хитови Хајде мало мало, Секс и балада А ти још питаш ме. 2009. објављује песму Остани. 2012. се појављује на Гранд фестивалу са песмом Гадљива, чији су аутори Марина Туцаковић и Александар Кобац. 2013. објављује песму Проблематична. 2016. је снимила песму Забрањено спавање. Објавила је дует Милф са јутјубером и репером Гастозом 2019.

## Дискографија
Албуми
- Пут бола путујем (1991)
- Чоколада (1993)
- Шибица (1995)
- Вирус преваре (1997)
- Зажмури (1998)
- Проклето мушко (2000)
- Дивља мачка (2003)
- Није свеједно (2006)

Компилације
- Оне ствари (2004)

Синглови
- Остани (2009)
- Гадљива (2012)
- Проблематична (2013)
- Забрањено спавање (2016)
- Милф (2019)

### Спотови
| Спот                               | Година | Режисер                |
| ---------------------------------- | ------ | ---------------------- |
| Пут бола путујем                   | 1991   | -                      |
| Чоколада                           | 1993   | Дејан Милићевић        |
| Због тебе би вила остала без крила | 1993   | Дејан Милићевић        |
| Пусти ме да живим                  | 1995   | Славољуб Живановић Зли |
| Шибица                             | 1995   | Славољуб Живановић Зли |
| Стани сузо                         | 1995   | -                      |
| Мило за драго                      | 1997   | -                      |
| Проклето мушко                     | 2000   | Дејан Милићевић        |
| Остани                             | 2009   | Горан Шљивић           |
| Забрањено спавање                  | 2016   | -                      |
| М.И.Л.Ф.                           | 2019   | Дејан Милићевић        |

## Фестивали
- 1992. Шумадијски сабор — Стани сузо
- 1994. Сунчане скале, Херцег Нови — Дођи да ослабимо заједно
- 2012. Гранд фестивал — Гадљива